# Meridiano fondamentale
In un sistema di coordinate geografiche, il meridiano fondamentale è quello che funge da riferimento per la definizione della longitudine degli altri punti della superficie del corpo celeste e a cui è assegnata un preciso valore di longitudine, solitamente, ma non necessariamente, 0°.
Al contrario di quanto accade con l'equatore per la latitudine, nessun diametro longitudinale ha intrinsecamente una particolarità per farlo preferire ad altri. La scelta del meridiano fondamentale avviene quindi in maniera puramente convenzionale. Per la Terra la scelta è stata guidata da considerazioni storiche e politiche, mentre per gli altri corpi celesti ci si è generalmente basati su qualche elemento caratteristico della superficie facilmente individuabile.
Questi i meridiani fondamentali di alcuni corpi del sistema solare:
- Pianeti:
  - Mercurio: è il meridiano passante per il punto subsolare del primo passaggio al perielio successivo al 1º gennaio 1950[1], e si usa come riferimento il cratere Hun Kal posto a 20°[2]
  - Venere: è il meridiano passante per il cratere Ariadne[3], precedentemente era quello passante per il centro della frattura radiale battezzata Eve[4]
  - Terra: è il Meridiano di Greenwich
  - Marte: è il meridiano passante per il piccolo cratere Airy-0 posto al centro del più grande Airy[5]
  - Giove, Saturno, Urano, Nettuno: poiché la natura gassosa causa velocità differenziate di rotazione, esistono diversi riferimenti al variare della latitudine[6]
- Asteroidi:
  - Cerere: è il meridiano passante per il cratere Kait[7]
  - Vesta: è il meridiano passante per il cratere Claudia posto a 146°[8]
  - Lutetia: è il meridiano passante per il cratere Lauriacum[9]
  - Ida: è il meridiano passante per il cratere Afon[10]
  - Gaspra: è il meridiano passante per il cratere Charax[11]
  - Šteins: è il meridiano passante per il cratere Topaz[12]
  - Dinkinesh: è il meridiano passante per il Totoka Saxum posto a 356,9°[13]
- Satelliti:
  - Luna: il meridiano primo passa esattamente a metà della faccia visibile della Luna, che passa a circa 40 km ad ovest del cratere Bruce
  - Satelliti medicei: in generale, è il meridiano centrale della faccia rivolta verso Giove[14]; in particolare:
    - Europa, si usa come riferimento il cratere Cilix posto a 82°[2]
    - Ganimede, si usa come riferimento il cratere Anat posto a 128°[2]
    - Callisto, si usa come riferimento il cratere Saga posto a 326°[2]
    - Io, la natura vulcanica del pianeta rende difficile l'individuazione di una caratteristica di riferimento sulla superficie[2]

  - Satelliti di Saturno:
    - Dione, si usa come riferimento il cratere Palinurus posto a 63°[15]
    - Encelado, si usa come riferimento il cratere Salih posto a 5°[16]
    - Giapeto, si usa come riferimento il cratere Almeric posto a 276°[17]
    - Mimas, si usa come riferimento il cratere Palomides posto a 162°[18]
    - Rea, si usa come riferimento il cratere Tore posto a 340°[19]
    - Teti, si usa come riferimento il cratere Arete posto a 299°[20]

Per la volta celeste, il meridiano fondamentale cambia in funzione del sistema di coordinate utilizzato:
- per le coordinate equatoriali è il coluro equinoziale
- per le coordinate galattiche è il meridiano passante per il centro galattico